# Helina subhirsutitibia
Helina subhirsutitibia är en tvåvingeart som beskrevs av Wu 1991. Helina subhirsutitibia ingår i släktet Helina och familjen husflugor. Inga underarter finns listade i Catalogue of Life.